# Girolamo Zanchi

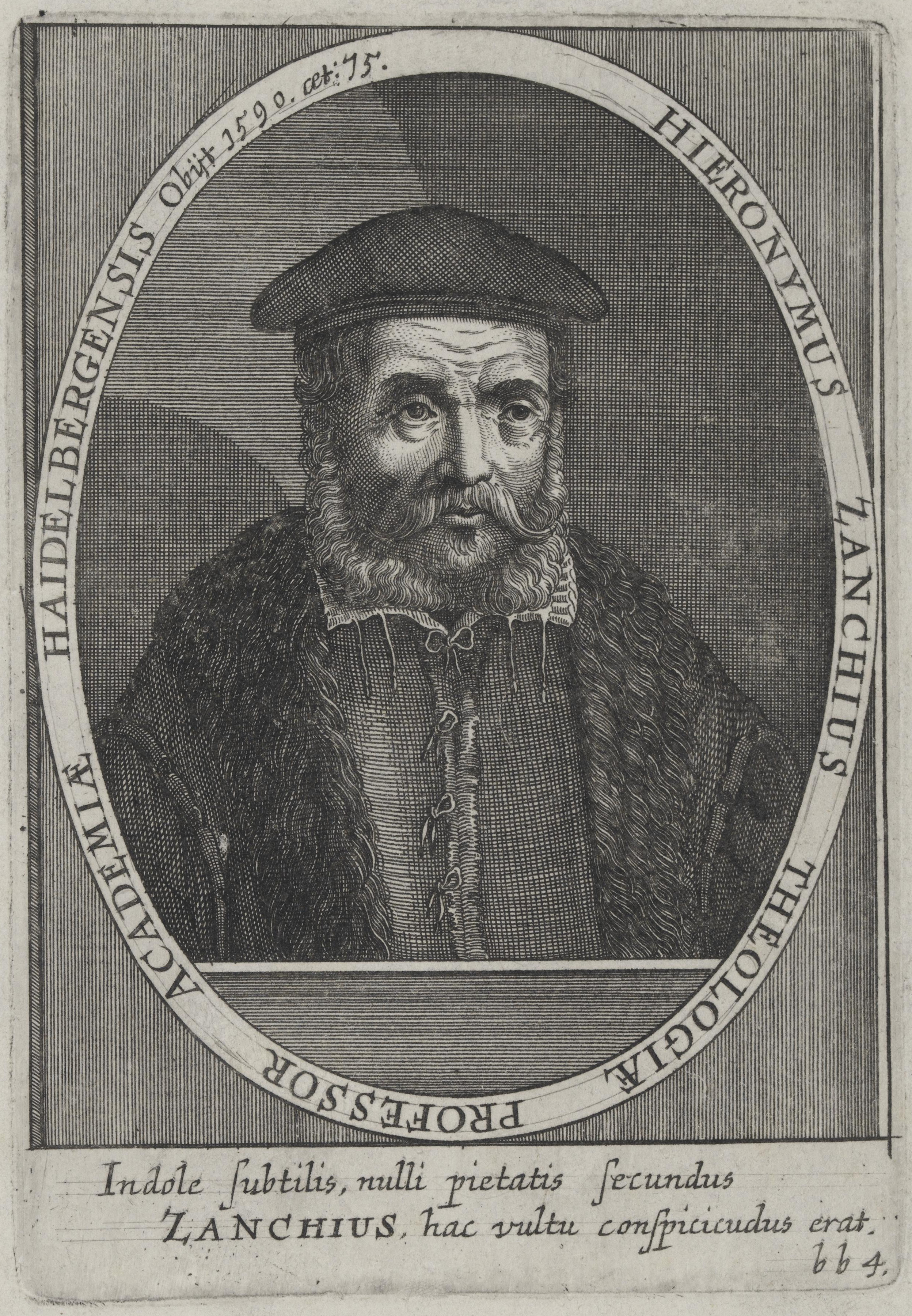
Girolamo Zanchi, Kupferstich aus dem 16. Jahrhundert

Girolamo Zanchi (* 2. Februar 1516 in Alzano Lombardo; † 19. November 1590 in Heidelberg) war ein italienischer reformierter Theologe, Alttestamentler in Straßburg und Heidelberg, Reformator und Prediger in Chiavenna und Neustadt an der Weinstraße.

## Leben
Zanchi wurde als Sohn des Juristen und Historikers Francesco Terenzio Zanchi in Alzano Lombardo bei Bergamo geboren. Nach anfänglicher Grundausbildung in seinem Heimatort trat er 1531 mit 15 Jahren bei den regulierten Augustinerchorherren in Bergamo ein und legte die Profess ab. Nach Abschluss seiner humanistischen Studien im Kloster S. Spirito in Bergamo kam er ins Kloster S. Frediano nach Lucca und entschloss sich unter dem Einfluss von Peter Martyr Vermigli, weiter Theologie zu studieren. Außer den Werken der Kirchenväter gewann er Kenntnis von Martin Bucer und Philipp Melanchthon, las auch Martin Luthers Schriften und die der Schweizer Reformatoren; am stärksten bestimmte ihn aber Johannes Calvin.
Auch nachdem Vermigli 1542 hatte fliehen müssen, blieb Zanchi als Lehrer an der Klosterschule zurück. 1551 musste jedoch auch er fliehen und ging zuerst ins bündnerische Chiavenna. Nach kurzem Aufenthalt in Genf wollte er nach England gehen, wurde aber nach Straßburg berufen und wirkte hier als Professor für das Alte Testament. Sein Standpunkt war eher gesetzlich, die Auslegung von peinlicher Genauigkeit. In seiner theologischen Gesamtauffassung legte er sich weder auf die lutherische noch auf die calvinische Lehrmeinung fest, obgleich er dieser zuzurechnen ist. Er war einer der gelehrtesten Theologen der 2. Hälfte des 16. Jahrhunderts, ohne ganz neue Ideen einzubringen, aber ein trefflicher und konsequenter Lehrer.
Schon die Anfrage, sich auf die Confessio Augustana zu verpflichten, bereitete ihm Schwierigkeiten. Berufungen nach Genf und Lausanne musste er ablehnen, da man ihn in Straßburg festhielt. Aber aufhalten ließ sich die Auseinandersetzung mit Johannes Marbach nicht, so dass es 1561 zum Streit kam. Zanchi hatte die Unterschiede in der Abendmahlslehre als geringfügig bezeichnet, lehrte auch streng calvinisch die Prädestination, die Vorherbestimmung des Menschen durch Gott. Nach Einholung vieler Gutachten auswärtiger Theologen wurde ein Konsensus gefunden und die Einigungsformel von allen Straßburger Predigern und Professoren unterschrieben.
Als Calvin ihn wegen seiner Nachgiebigkeit tadelte und er daraufhin seine Auffassung erneut und präziser vortrug, begann der Streit von neuem. Jetzt ging Zanchi aus Straßburg fort und wurde im November 1563 reformierter Pfarrer in Chiavenna als Nachfolger des soeben verstorbenen Reformators Agostino Mainardi, der dort 1545 die evangelische Kirche gegründet und geleitet hatte. 1568 erhielt er einen Ruf nach Heidelberg, wo er Vorlesungen zur Dogmatik hielt und neben Zacharias Ursinus die erste Stelle einnahm. Hier verfasste er einige bedeutsame Werke, meist apologetischen und polemischen Charakters. Die Darstellungsweise ist noch ganz scholastisch. Im Auftrage des reformierten Staates verfasste er schließlich 1581 eine »Harmonia confessionum fidei«, die als Gegenstück zur „Formula Concordiae“ die vorhandenen reformatorischen Bekenntnisse zusammenfassen sollte. Als in Heidelberg durch einen Regierungswechsel die reformierten Professoren vertrieben wurden, ging er nach Neustadt an der Weinstraße. Auf einer Besuchsreise nach Heidelberg verstarb er und wurde in der Universitätskirche beigesetzt.
Zanchi war in erster Ehe mit Violante Curione, der Tochter des Celio Secondo Curione, und in zweiter Ehe mit Livia Lumaga, einer Tochter des Lorenzo Lumaga, eines reichen Händlers aus Plurs bei Chiavenna, verheiratet.

## Werke
- De Tribus Elohim, Aeterno Patre, Filio et Spiritu Sancto, Uno Eodemque Iehova, Corvinus, Frankfurt 1573:
  - In Duas Distincti Partes, Cum Indice Triplici 1: In qua tota orthodoxa de hoc magno mysterio doctrina, ex sacrarum literarum fontibus, explicatur, et confirmatur.
  - In Duas Distincti Partes, Cum Indice Triplici 2: In qua continentur refutationes, tam exceptionum, quam sophismatum: quae aduersus doctrinam, superius confirmatam, fieri ab Antichristis solent.
- De natura Dei ... libri 5, Heidelberg 1577 und 1598.
- Ad Cuiusdam Ariani Libellum. Cui Titulus Est, Antithesis doctrinae Christi & Antichristi de uno vero Deo. Responsio Ad Joan. Sturmium V. Ampl. A. A. P., Neostadii Palatinorum, Harnisch 1586
- De spirituali inter Christum et ecclesiam, Singulosque Fideles, connubio, Liber VNVS. Ad Hortium Palauicinum, Equitem Auratum, Christoph Rab, Herborn 1591
- mit Lodovico Zanchi: De scriptura sacra, Liber nouus. Controversias Eius Argumenti omnes ex ipsis sacris fontibus, & Orthodoxorum Patrum authoritatibus accuratissima tractatione & Methodo explicans. Praefixa est eiusdem Oratio grauissima de Verbo Dei puro putoqúe in Ecclesia et Scholis conseruando. Oratio de verbo Dei puro putoque in ecclesia et scholis conservando, Josua und Matthäus Harnisch, Heidelberg, 1593
- In Hoseam primum et difficilimum ... prophetam Commentarius, 1600
- De religione Christiana fides, 1601. De religione Christiana fides - Confession of Christian Religion, 2 Bände hg. Luca Baschera und Christian Moser, Brill, Leiden 2007, ISBN 978-90-04-16118-4